# 弗朗西斯库斯·尤尼乌斯
弗朗西斯库斯·尤尼乌斯（1545年—1602年），文艺复兴时期欧洲新教神学家。他历时多年把《圣经》《旧约》译成拉丁文。他是神学和希伯来语教授，在莱登大学终了其职业生涯。

## 扩展阅读
- 本条目包含来自公有领域出版物的文本: Chisholm, Hugh (编).  (第11版). London: Cambridge University Press. 1911.